# Csehszlovák labdarúgó-bajnokság (első osztály)
A csehszlovák első osztály (csehül: 1. fotbalová liga, szlovákul: 1. futbalová liga) volt Csehszlovákia élvonalbeli labdarúgó-bajnoksága 1925-től 1993-ig, a második világháború időszakát kivéve. A németek által elfoglalt csehszlovák területeken a Gauliga Sudetenland és a Gauliga Böhmen und Mähren ligák folytak. Az 1934-35-ös szezonig a bajnokságnak nem volt szlovák tagja.
A csehek saját bajnokságot indíthattak a Cseh–Morva Protektorátusban, mialatt a szlovákok is saját ligát indíthattak a független szlovák állam területén. A második világháború után a csehszlovák liga újjáalakult.

## Leírás
A ligát Prága csapatai uralták: a Sparta Praha 19 címmel, míg a Dukla Praha 11, és a Slavia Praha 9 trófeát nyert.
A bajnokság nézőcsúcsa 1965. szeptember 4-én dőlt meg, amikor 50 105 néző teklintette meg a helyszínen a prágai riválisok (Sparta-Slavia) meccsét.
A csehszlovák első osztály utódjai a Gambrinus liga Csehországban, és a Slovak Superliga Szlovákiában lettek.

## Győztesek

### 1925-1938
| Szezon  | Győztes         | Ezüstérmes      | Bronzérmes         |
| ------- | --------------- | --------------- | ------------------ |
| 1925    | Slavia Praha    | Sparta Praha    | Viktoria Žižkov    |
| 1925–26 | Sparta Praha    | Slavia Praha    | Viktoria Žižkov    |
| 1927    | Sparta Praha    | Slavia Praha    | Vršovice           |
| 1927–28 | Viktoria Žižkov | Slavia Praha    | Sparta Praha       |
| 1928–29 | Slavia Praha    | Viktoria Žižkov | Sparta Praha       |
| 1929–30 | Slavia Praha    | Sparta Praha    | Viktoria Žižkov    |
| 1930–31 | Slavia Praha    | Sparta Praha    | Bohemians Vršovice |
| 1931–32 | Sparta Praha    | Slavia Praha    | Bohemians Vršovice |
| 1932–33 | Slavia Praha    | Sparta Praha    | Viktoria Plzeň     |
| 1933–34 | Slavia Praha    | Sparta Praha    | Kladno             |
| 1934–35 | Slavia Praha    | Sparta Praha    | Židenice           |
| 1935–36 | Sparta Praha    | Slavia Praha    | Prostějov          |
| 1936–37 | Slavia Praha    | Sparta Praha    | Prostějov          |
| 1937–38 | Sparta Praha    | Slavia Praha    | Židenice           |

### Bohemia-Moravia 1938-1944
| Szezon  | Győztes      | Ezüstérmes   | Bronzérmes     |
| ------- | ------------ | ------------ | -------------- |
| 1938–39 | Sparta Praha | Slavia Praha | SK Pardubice   |
| 1939–40 | Slavia Praha | Sparta Praha | SK Pardubice   |
| 1940–41 | Slavia Praha | SK Plzeň     | SK Pardubice   |
| 1941–42 | Slavia Praha | SK Prostějov | Viktoria Plzeň |
| 1942–43 | Slavia Praha | Sparta Praha | Baťa Zlín      |
| 1943–44 | Sparta Praha | Slavia Praha | Baťa Zlín      |

### 1945-1993
| Szezon  | Győztes                | Ezüstérmes             | Bronzérmes               |
| ------- | ---------------------- | ---------------------- | ------------------------ |
| 1945–46 | Sparta Praha           | Slavia Praha           | nem volt                 |
| 1946–47 | Slavia Praha           | Sparta Praha           | Kladno                   |
| 1947–48 | Sparta Praha           | Slavia Praha           | Bratislava               |
| 1949    | NV Bratislava          | Bratrstvi Sparta       | Železničáři Praha        |
| 1950    | NV Bratislava          | Bratrstvi Sparta       | Železničáři Praha        |
| 1951    | NV Bratislava          | Sparta CKD Sokolovo    | Dynamo ČSD Košice        |
| 1952    | Sparta CKD Sokolovo    | NV Bratislava          | Ingstav Teplice          |
| 1953    | ÚDA Praha              | Spartak Praga Sokolovo | CH Bratislava            |
| 1954    | Spartak Praga Sokolovo | Baník Ostrava          | CH Bratislava            |
| 1955    | Slovan Bratislava      | ÚDA Praha              | Spartak Praga Sokolovo   |
| 1956    | Dukla Praha            | Slovan Bratislava      | Spartak Praga Sokolovo   |
| 1957–58 | Dukla Praha            | Spartak Praga Sokolovo | CH Bratislava            |
| 1958–59 | CH Bratislava          | Dukla Praha            | Dynamo Praha             |
| 1959–60 | Spartak Hradec Kralové | Slovan Bratislava      | Dukla Praha              |
| 1960–61 | Dukla Praha            | CH Bratislava          | Slovan Bratislava        |
| 1961–62 | Dukla Praha            | Slovan Nitra           | CH Bratislava            |
| 1962–63 | Dukla Praha            | Jednota Trenčín        | Baník Ostrava            |
| 1963–64 | Dukla Praha            | Slovan Bratislava      | Tatran Prešov            |
| 1964–65 | Sparta Praha           | Tatran Prešov          | VSS Košice               |
| 1965–66 | Dukla Praha            | Sparta Praha           | Slavia Praha             |
| 1966–67 | Sparta Praha           | Slovan Bratislava      | Spartak Trnava           |
| 1967–68 | Spartak Trnava         | Slovan Bratislava      | Jednota Trenčín          |
| 1968–69 | Spartak Trnava         | Slovan Bratislava      | Sparta Praha             |
| 1969–70 | Slovan Bratislava      | Spartak Trnava         | Sparta Praha             |
| 1970–71 | Spartak Trnava         | VSS Košice             | Union Teplice            |
| 1971–72 | Spartak Trnava         | Slovan Bratislava      | Dukla Praha              |
| 1972–73 | Spartak Trnava         | Tatran Prešov          | VSS Košice               |
| 1973–74 | Slovan Bratislava      | Dukla Praha            | Slavia Praha             |
| 1974–75 | Slovan Bratislava      | Inter Bratislava       | Bohemians Praha          |
| 1975–76 | Baník Ostrava          | Slovan Bratislava      | Slavia Praha             |
| 1976–77 | Dukla Praha            | Inter Bratislava       | Slavia Praha             |
| 1977–78 | Zbrojovka Brno         | Dukla Praha            | Lokomotíva Košice        |
| 1978–79 | Dukla Praha            | Baník Ostrava          | Zbrojovka Brno           |
| 1979–80 | Baník Ostrava          | Zbrojovka Brno         | Bohemians Prague         |
| 1980–81 | Baník Ostrava          | Dukla Praha            | Bohemians Praha          |
| 1981–82 | Dukla Praha            | Baník Ostrava          | Bohemians Praha          |
| 1982–83 | Bohemians Praha        | Baník Ostrava          | Sparta Praha             |
| 1983–84 | Sparta Praha           | Dukla Praha            | Bohemians Praha          |
| 1984–85 | Sparta Praha           | Bohemians Praha        | Slavia Praha             |
| 1985–86 | TJ Vítkovice           | Sparta Praha           | Dukla Praha              |
| 1986–87 | Sparta Praha           | TJ Vítkovice           | Bohemians Prague         |
| 1987–88 | Sparta Praha           | Dukla Praha            | DAC 1904 Dunajská Streda |
| 1988–89 | Sparta Praha           | Baník Ostrava          | Plastika Nitra           |
| 1989–90 | Sparta Praha           | Baník Ostrava          | Inter Bratislava         |
| 1990–91 | Sparta Praha           | Slovan Bratislava      | Sigma Olomouc            |
| 1991–92 | Slovan Bratislava      | Sparta Praha           | Sigma Olomouc            |
| 1992–93 | Sparta Praha           | Slavia Praha           | Slovan Bratislava        |

## Klubonként
| Klub                                                                            | Győzelmek száma | Győztes évek |
| ------------------------------------------------------------------------------- | --------------- | --- |
| Sparta Praha                                                                    | 21              | 1926, 1927, 1932, 1936, 1938, 1939, 1944, 1946, 1948, 1952, 1954, 1965, 1967, 1984, 1985, 1987, 1988, 1989, 1990, 1991, 1993. |
| SK Slavia Praha                                                                 | 13              | 1925, 1929, 1930, 1931, 1933, 1934, 1935, 1937, 1940, 1941, 1942, 1943, 1947.                                                 |
| Dukla Praha (tartalmazza az ÚDA Praha néven eredményeket is)                    | 11              | 1953, 1956, 1958, 1961, 1962, 1963, 1964, 1966, 1977, 1979, 1982.                                                             |
| ŠK Slovan Bratislava (tartalmazza az NV Bratislava néven elért eredményeket is) | 8               | 1949, 1950, 1951, 1955, 1970, 1974, 1975, 1992.                                                                               |
| FC Spartak Trnava                                                               | 5               | 1968, 1969, 1971, 1972, 1973                                                                                                  |
| FC Baník Ostrava                                                                | 3               | 1976, 1980, 1981 |
| TJ Vítkovice                                                                    | 1               | 1986 |
| FK Viktoria Žižkov                                                              | 1               | 1928 |
| FC Bohemians Praha                                                              | 1               | 1983 |
| 1. FC Brno                                                                      | 1               | 1978 |
| Spartak Hradec Králové                                                          | 1               | 1960 |
| FK Inter Bratislava                                                             | 1               | 1959 |

## Lásd még
- Gambrinus liga
- Slovak Superliga

## Fordítás
Ez a szócikk részben vagy egészben  a   Czechoslovak First League című angol Wikipédia-szócikk ezen változatának fordításán alapul.  Az eredeti cikk szerkesztőit annak laptörténete sorolja fel. Ez a jelzés csupán a megfogalmazás eredetét és a szerzői jogokat jelzi, nem szolgál a cikkben szereplő információk forrásmegjelöléseként.

## Külső hivatkozások
- Teljes tabellák az RSSSF-en